# Convocações para o Campeonato Africano das Nações de 2023
Esta página apresenta os jogadores convocados para o Campeonato Africano das Nações de 2023, que foi disputada entre 13 de janeiro e 11 de fevereiro de 2024 na Costa do Marfim.
Cada seleção foi obrigada a inscrever um número mínimo de 23 jogadores e máximo de 27 (aumento de 4 atletas em relação ao número permitido no regulamento da competição).
Em dezembro de 2023, a Confederação Africana de Futebol anunciou a mudança no número máximo de jogadores inscritos, passando de 23 a 27.

## Grupo A

### Costa do Marfim
Treinador:  Jean-Louis Gasset
Convocação anunciada em 28 de dezembro de 2023.

### Guiné-Bissau
Treinador:  Baciro Candé
A lista de convocados foi divulgada em 5 de janeiro de 2024.

### Guiné Equatorial
Treinador:  Juan Micha
Convocação anunciada em 31 de dezembro de 2023.

### Nigéria
Treinador:  José Peseiro
Convocação anunciada em 29 de dezembro de 2023. Wilfred Ndidi, Victor Boniface e Umar Sadiq foram cortados por lesão, sendo substituídos, respectivamente, por Alhassan Yusuf, Terem Moffi e Paul Onuachu.

## Grupo B

### Cabo Verde
Treinador:  Bubista
Convocação anunciada em 28 de dezembro de 2023. Em 1 de janeiro de 2024, Djaniny foi cortado por lesão e foi substituído por Gilson Tavares. Hélio Varela e João Correia anunciaram que desistiram de jogar a competição para se concentrar em seus clubes, fazendo com que 24 atletas fossem convocados.

### Egito
Treinador:  Rui Vitória
Convocação anunciada em 30 de dezembro de 2023. Em 3 de janeiro de 2024, Ahmed Nabil Koka e Osama Galal foram cortados por lesão e foram substituídos por Mohanad Lasheen e Yasser Ibrahim

### Gana
Treinador:  Chris Hughton
Convocação anunciada em 1 de janeiro de 2024.

### Moçambique
Treinador:  Chiquinho Conde
Convocação anunciada em 22 de dezembro de 2023.

## Grupo C

### Camarões
Treinador:  Rigobert Song
Convocação anunciada em 28 de dezembro de 2023. Em 4 de janeiro de 2024, Moumi Ngamaleu foi convocado para substituir François Mughe, que desistiu de jogar a competição

### Gâmbia
Treinador:  Tom Saintfiet
Convocação anunciada em 5 de janeiro de 2024.

### Guiné
Treinador: / Kaba Diawara
Convocação anunciada em 23 de dezembro de 2023.

### Senegal
Treinador:  Aliou Cissé
Convocação anunciada em 29 de dezembro de 2023. Em 9 de janeiro de 2024, Seny Dieng e Boulaye Dia foram cortados por lesão e foram substituídos por Alfred Gomis e Bamba Dieng.

## Grupo D

### Angola
Treinador:  Pedro Gonçalves
43 jogadores foram pré-convocados em 5 de janeiro de 2024. Alegando problemas pessoais, M'Bala Nzola pediu para ser desconvocado e foi substituído por Gilberto.

### Argélia
Treinador:  Djamel Belmadi
Convocação anunciada em 29 de dezembro de 2023. Em 1 de janeiro de 2024, o atacante Amine Gouiri foi cortado e, para completar a lista, foi substituído pelo goleiro Moustapha Zeghba.

### Burkina Faso
Treinador:  Hubert Velud
Convocação anunciada em 20 de dezembro de 2023.

### Mauritânia
Treinador:  Amir Abdou
Convocação anunciada em 25 de dezembro de 2023. Por lesão, Babacar Diop foi desconvocado e substituído por M'Backé N'Diaye.

## Grupo E

### África do Sul
Treinador:  Hugo Broos
Convocação anunciada em 28 de dezembro de 2023.

### Mali
Treinador:  Éric Chelle
Convocação anunciada em 2 de janeiro de 2024. Massadio Haïdara foi cortado por lesão e foi substituído por Amadou Dante.

### Namíbia
Treinador:  Collin Benjamin
Convocação anunciada em 4 de janeiro de 2024.

### Tunísia
Treinador:  Jalel Kadri
Convocação anunciada em 28 de dezembro de 2023. Em 4 de janeiro de 2024, Mortadha Ben Ouanes foi cortado por questões pessoais e foi substituído por Seifeddine Jaziri.

## Grupo F

### Marrocos
Treinador:  Walid Regragui
Convocação anunciada em 28 de dezembro de 2023.

### República Democrática do Congo
Treinador:  Sébastien Desabre
Convocação anunciada em 27 de dezembro de 2023. Lesionado, Edo Kayembe foi cortado e substituído por Omenuke Mfulu.

### Tanzânia
Treinador:  Adel Amrouche
Convocação anunciada em 3 de janeiro de 2024.

### Zâmbia
Treinador:  Avram Grant
Convocação anunciada em 30 de dezembro de 2023.

## Estatísticas

### Representação do jogador (por idade)

#### Jogadores de linha
- Mais velho:  Domingues (40 anos e 61 dias)
- Mais jovem:  Wilfried Douala (17 anos e 243 dias)

#### Goleiros
- Mais velho:  Badra Ali Sangaré (37 anos e 228 dias)
- Mais jovem:  Sebas Koula (19 anos e 43 dias)

#### Capitães
- Mais velho:  Domingues (40 anos e 61 dias)
- Mais jovem:  Aly Abeid (26 anos e 33 dias)

### Partidas e gols por seleções
- Nota: Partidas e gols válidos até a estreia das equipes.
- Jogador com mais partidas: André Ayew (114 jogos por Gana desde 2007)
- Jogador com mais gols: Mohamed Salah (53 gols pelo Egito desde 2011)